# Gól (lední hokej)

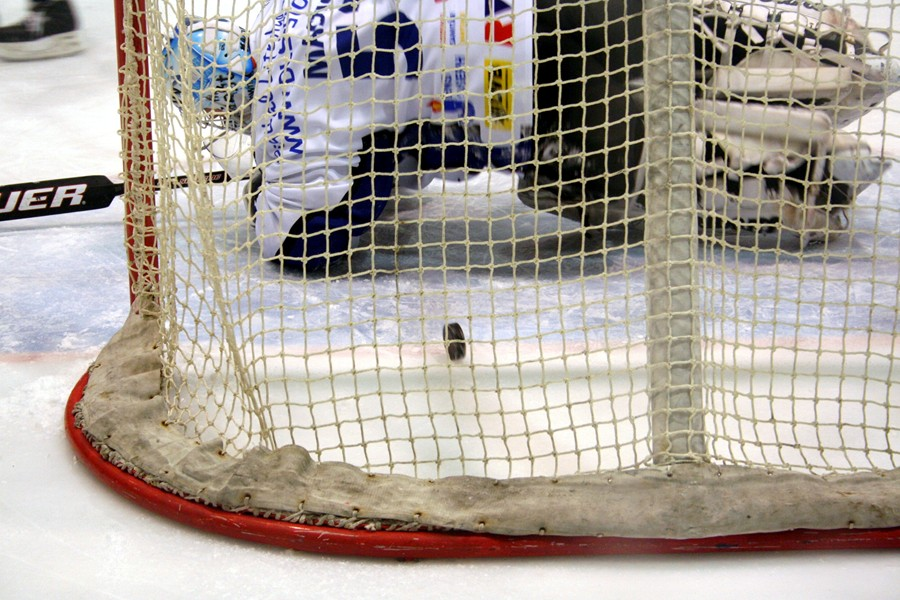
Puk putující do sítě

Gól (nebo také přeneseně branka) v ledním hokeji představuje úspěšné vstřelení puku do branky. Pokud se tak stane dle pravidel, dochází díky němu ke změně skóre zápasu – útočící tým získává bod. Gól uznává hlavní rozhodčí k tomu určeným gestem. Časomíra je po góle zastavena, než se týmy připraví pro vhazování ve středu hřiště.
Gól je v ledním hokeji uznán tehdy, pokud se puk ocitne v prostoru ohraničeném brankovou konstrukcí a přejde celým objemem brankovou čáru. Signál, že se tak stalo, vysílá brankový rozhodčí. Branka ovšem musí být při vstřelení gólu v předepsaném postavení a brankář nesmí být nedovoleně atakován. Gólu může být dosaženo aktivní hrou hokejkou či odrazem od jiné části hokejové výstroje a výzbroje. Hokejka střelce však nesmí být nad příčnou tyčí branky a puk se nesmí odrazit přímo od rozhodčího.
Góly v ledním hokeji (stejně jako v řadě jiných sportů) rozhodují o výsledku utkání, což dává velkou důležitost metodám kontroly jejich regulérnosti a také jejich střelcům. Z toho důvodu jsou góly i střelci předmětem sledování a statistik. Nejlepší střelci jednotlivých lig a turnajů bývají vyhlašování a případně oceňováni. V kanadském bodování se přitom klade stejná váha jak samotnému vstřelení gólu, tak předcházejícím přihrávkám (asistence) – obojí je hodnoceno 1 bodem. 
Pro podrobnější zápasové a hráčské statistiky se zvlášť sledují góly z různých hledisek:
- Gól vstřelený při přesilové hře.
- Gól vstřelený při oslabení.
- Gól, který zajistí rozhodující náskok ve skóre, který již nedokáže soupeř srovnat (tzv. vítězný gól) – nemusí být poslední ve hře (může být i první).
- Gól, který zajistí týmu remízu.
- Gól, který padne v prodloužení.
- Gól ze samostatného nájezdu (po prodloužení nebo namísto něj).
- Gól z trestného střílení (forma trestu během hry, prakticky jde o samostatný nájezd).
- Gól vstřelený do prázdné branky mužstvu, které odvolalo brankáře (power play).
- Vlastní gól – pokud se puku před gólem naposled dotkne hráč bránícího týmu – ve statistice střelců se připíše hráči útočícího týmu, který se ho dotkl poslední (podobně asistence). U brankáře se jako vlastní gól obvykle bere jen když si do branky puk sám srazí, ne každé neúspěšné tečování puku letícího do ní.
- Technický gól – není fyzicky vstřelen, připisuje se útočícímu týmu v určitých případech zmaření jasné gólové šance nedovoleným způsobem.

Přítomnost hráče na ledě při gólu se také projevuje v jeho +/- hodnocení, vyjadřující hráčovu prospěšnost. Pokud dá za jeho přítomnosti gól jeho tým, získá hráč plus bod, pokud tým gól dostane, mají jeho přítomní hráči minus bod.
Tři góly vstřelené jedním hráčem v jednom zápase se nazývají hattrick. „Pravý hattrick“ (natural hat-trick) nastane, když se jedná o tři góly za sebou bez toho, aby dal mezitím gól někdo jiný.
Pro brankáře je hlavní statistikou úspěšnost jeho zákroků, tedy jakému podílu gólových šancí zabrání. Za vysokou kvalitu se považuje dlouhodobá úspěšnost nad 90 %. V jednom zápase může brankář dosáhnout i 100% úspěšnosti, když jeho tým žádný gól nedostane. Není to ale automaticky – může se stát, že obrana jeho týmu nepustí soupeře ani k žádné šanci, takže brankář má za hru 0 zákroků a jeho úspěšnost nelze určit.